# Luca Braidot
Luca Braidot, né le 29 mai 1991 à Gorizia, est un coureur cycliste italien. Spécialisé en VTT cross-country, il a été champion du monde de relais par équipes en 2012 avec Marco Aurelio Fontana, Beltain Schmid et Eva Lechner. Il remporte deux manches de Coupe du monde en 2022. Il pratique également le cyclo-cross et est monté plusieurs fois sur le podium du championnat d'Italie.
Son frère jumeau Daniele est également coureur cycliste.

## Palmarès en VTT

### Jeux olympiques
- Rio 2016
  - 7e du cross-country
- Tokyo 2020
  - 25e du cross-country
- Paris 2024
  - 4e du cross-country

### Championnats du monde
- Canberra 2009
  - 8e du cross-country juniors
- Saalfelden-Leogang 2012
  -  Champion du monde de relais par équipes
  - 5e du cross-country espoirs
- Lillehammer 2014
  - 17e du relais par équipes
  - 45e du cross-country
- Leogang 2020
  -  Médaillé d'argent du relais mixte
- Les Gets 2022
  -  Médaillé d'argent du relais mixte
  -  Médaillé de bronze du cross-country
- Glasgow 2023
  - 7e du cross-country
- Pal Arinsal 2024
  -  Médaillé de bronze du relais mixte
  - 6e du cross-country

### Coupe du monde
- Coupe du monde de cross-country
  - 2018 : 20e du classement général
  - 2019 : 14e du classement général
  - 2021 : 11e du classement général
  - 2022 : 3e du classement général, vainqueur de 2 manches
  - 2023 : 14e du classement général
  - 2024 : 7e du classement général

- Coupe du monde de cross-country short track
  - 2022 : 7e du classement général
  - 2023 : 10e du classement général
  - 2024 : 12e du classement général

### Championnats d'Europe
- 2012
  -  Champion d'Europe du relais mixte
  -  Médaillé de bronze du cross-country espoirs
- 2018
  -  Champion d'Europe du relais mixte
  -  Médaillé d'argent du cross-country
- 2019 
  -  Médaillé d'argent du relais mixte
- 2020
  -  Champion d'Europe du relais mixte
- 2021
  -  Champion d'Europe du relais mixte
- 2023
  -  Médaillé de bronze du cross-country
- 2024
  -  Médaillé de bronze du cross-country short-track

### Championnats d'Italie
- 2014
  -  Champion d'Italie de cross-country
- 2020
  -  Champion d'Italie de cross-country
- 2023
  -  Champion d'Italie de cross-country

## Palmarès en cyclo-cross
- 2008-2009
  - 5e de la coupe du monde juniors
  - 6e du championnat du monde juniors
- 2010-2011
  - 2e du championnat d'Italie espoirs
- 2011-2012
  - 3e du championnat d'Italie espoirs
- 2014-2015
  - 3e du championnat d'Italie
- 2016-2017
  - 3e du championnat d'Italie
- 2017-2018
  -  Champion d'Italie de cyclo-cross
- 2018-2019
  - 2e du championnat d'Italie